# 穆索梅利
穆索梅利（義大利語：Mussomeli），是意大利卡尔塔尼塞塔省的一个市镇。总面积161平方公里，人口11219人，人口密度69.7人/平方公里（2009年）。ISTAT代码为085012。